# Aurlandsfjorden
Aurlandsfjorden er en fjordarm på sydsiden af Sognefjorden i Vestland fylke i Norge. Fjorden er omtrent 29 km lang og strækker sig gennem kommunerne Vik, Lærdal og Aurland. Omtrent 11 km fra indløbet deler fjorden sig. Nærøyfjorden går mod sydvest mens Aurlandsfjorden fortsætter mod sydøst.
Ved Aurlandsfjord ligger også landsbyen Undredal med Undredal stavkirke.
61°5′N 7°2′Ø / 61.083°N 7.033°Ø